# Dane Cruikshank
Dane Ashton Cruikshank (Chino Hills, 27 aprile 1995) è un giocatore di football americano statunitense che milita nel ruolo di safety per gli Atlanta Falcons della National Football League (NFL).

## Carriera

### Tennessee Titans
All'Università Cruikshank giocò a football con gli Arizona Wildcats dal 2015 al 2017. Fu scelto nel corso del quinto giro (152º assoluto) nel Draft NFL 2018 dai Tennessee Titans. Il 6 settembre segnò il suo primo touchdown nella NFL su un punt fintato contro gli Houston Texans. In quell'occasione ricevette un passaggio da 66 da Kevin Byard. Per questa prestazione fu premiato come giocatore degli special team della AFC della settimana. La sua stagione da rookie si concluse con 11 placcaggi in 12 presenze.

### Chicago Bears
Il 31 marzo 2022 Cruikshank firmò con i Chicago Bears.

## Palmarès
- Giocatore degli special team della AFC della settimana: 1

2ª del 2018